# Harry Styles (album)
A Harry Styles angol énekes és dalszerző, Harry Styles debütáló albuma. 2017. május 12-én jelent meg. Az albumon Jeff Bhasker, Alex Salibian, Tyler Johnson és Kid Harpoon producerekkel dolgozott. Az album a soft rock, rock, britpop és pop keveréke.
Az albumról három kislemez jelent meg, a Sign of the Times, a Two Ghosts és a Kiwi. Az albumot pozitívan fogadták a kritikusok és több országban is első helyen debütált. Platinalemez lett az Egyesült Államokban, Ausztráliában, Kanadában, Lengyelországban és Mexikóban. Az IFPI adatai alapján, a Harry Styles volt 2017 9. legsikeresebb albuma. Az album megjelenése után turnézni kezdett a Harry Styles: Live on Tour keretei között.

## Háttér
A One Direction 2015 augusztusában bejelentette, hogy ötödik stúdióalbumának kiadása után szünetet fog tartani. 2016 januárjában a Us Weekly kiadott egy riportot, hogy ez a szünet nemsokára végleges lehet, miután az együttes egyik tagja se hosszabbította meg a szerződését. Ezt a One Direction képviselői tagadták.
2016 februárjában hivatalos lett, hogy Harry Styles elhagyta az együttes menedzsmentjét, amivel a második lett Zayn Malik után. Júniusban aláírt a Columbia Recordshoz. Az albumot több helyen vették fel, Los Angelesben, Londonban, Jamaicában, ahol Styles két hónapot töltött el produceri csapatával 2016 őszén.

## Promóció
2017 március 31-én, Styles bejelentette a Sign of the Times, az album első kislemezének megjelenését. Az album címe, borítója és számlistája április 13-án került nyilvánosságra. A Sweet Creature promocionális kislemezként jelent meg május 2-án. Styles előadta a Sign of the Timest és az Ever Since New Yorkot a Saturday Night Live április 15-i epizódjában. Április 21-én Styles megjelent a The Graham Norton Show-ban, amely az első televíziós megjelenése volt Nagy-Britanniában és vendég volt a francia Quotidien-ben is, mindkétszer előadta a Sign of the Timest.
Május 9-én Styles előadta a Carolinat, a Sign of the Timest, az Ever Since New Yorkot, és a One Direction Stockholm Syndrome-jának feldolgozását a The Today Show-n. Május 13-án, egy nappal az album kiadása után tartott egy meglepetés koncertet a londoni The Garageben. Stylesnak volt egy ehhez hasonló koncertje a Los Angeles-i Troubadourban, május 19-én Stevie Nicksszel. Mindkét koncert bevételei jótékony célra jutottak. Május 15-én kiadott egy 49 perces dokumentumfilmet Harry Styles: Behind the Album címen az Apple Music-on. Az album The Performances verzióján találhatók élő verziók az Abbey Road stúdióból. Styles zenei vendég volt a The Late Late Show with James Corden-nen május 15-től 18-ig. Ezek után kezdte meg első szólóturnéját, a Harry Styles: Live on Tourt. Turnézás közben két kiadatlan dalt is bemutatott, az Oh Annat és a Medicine-t, amelyeket eredetileg az albumra írt.

## Zene és téma
Zenei magazinok rockként, britpopként, soft rockként és popként jellemezték. Variety író, Eve Barlow az albumot "a pszichedelia, britpop és balladák koktélja"-ként jellemezte, míg a The New York Times szerző Jon Carmanica így írt róla: "a 60-as, 70-es évek dalszerzői tradíciójából merít és néhány helyen a késő 70-es, 80-as évek rockját használja." Szövegileg nagyrészt kapcsolatokra és nőkre fókuszál az album. Egy Cameron Crowe-val készült interjúban Styles azt mondta, hogy "Az egy téma, ami legerősebben üt, az a szerelem, akár plátói, romantikus, a megszerzése, az elvesztése... mindig az üt a legerősebben."
Az album a Meet Me in the Hallway-jel nyit, ami egy pszichedelikus rock ballada. A Sign of the Times keveréke a pop-rocknak és a soft rocknak, amely nagyon jól összefoglalja Styles zenei irányultságát. Témáját tekintve egy fiatal anya szemszögéből íródott, aki gyermeke születése után haldoklik és az utolsó szavait mondja el az újszülöttnek. A "Carolina" egy britpop befolyásolt dal, amit Styles agy jellemzett: "csak egy kis szórakozás az album írása alatt, amit szerettünk volna, de nem volt." A Two Ghost egy rock ballada, amely befolyásolva van a country által és múltbéli szeretőkről szól. A Sweet Creature elmeséli egy kapcsolat történetét, amely a nehéz idők ellenére erősödik. Az Only Angel glam rock irányába halad el. A "Kiwi", amely egy rock dal, egy klasszikus femme fatale történet. Az Ever Since New Yorkon a veszteségről és vágyakozásról szól. A Womanben szerepelnek a funk rock elemek, amelyben Styles a féltékenységéről beszél. Az akusztikus zárószámban, a From the Dining Table-ben sok harmóniát használ, és a stílusában hasonlít a nyitódalra.

## Kereskedelmi teljesítménye
Az album a UK Albums Chart tetején debütált és az első héten 57 ezer példányt adtak el belőle. Ezzel Styles lett a második One Direction-tag, akinek egy albuma elérte az első helyet, Zayn Mind of Mine-ja után. Első helyen debütált a US Billboard 200-on is, 230 ezer példányeladással. Ez a legmagasabb eladásszám brit férfitől 1991-óta. A második héten harmadik helyre esett, 67 ezer eladással.
22. helyen végzett a 2017-es top 40 listán (UK Album Chart). A negyedik legsikeresebb album volt brit előadó által világszerte 2017-ben. Az IFIP adatai szerint a 9. legtöbb példányban eladott album volt az évben, 1 millióval. A Sony Music legsikeresebb albuma volt a második negyedévben. Mexikóban a hatodik legsikeresebb album volt 2017-ben.
A "Sign of the Times" első helyet ért el a Brit kislemezlistán. Az Egyesült Államokban negyedik helyen debütált a Billboard Hot 100-on. A második kislemez, a "Two Ghosts" 58. helyet érte le az Egyesült Királyságban és 34. helyet a US Mainstream Top 40-n.

## Az album dalai
| 1.    | Meet Me in the Hallway | Harry Styles Tyler Johnson Mitch Rowland Jeff Bhasker Alex Salibian Ryan Nasci |                                      | 3:47 |
| 2.    | Sign of the Times      | Styles Johnson Rowland Bhasker Salibian Nasci                                  |                                      | 5:40 |
| 3.    | Carolina               | Styles Johnson Rowland Bhasker Salibian Nasci Thomas Hull                      | Kid Harpoon Bhasker Salibian Johnson | 3:09 |
| 4.    | Two Ghosts             | Styles Johnson Rowland John Ryan Julian Bunetta                                |                                      | 3:49 |
| 5.    | Sweet Creature         | Styles Hull                                                                    | Harpoon Bhasker Salibian Johnson     | 3:44 |
| 6.    | Only Angel             | Styles Johnson Rowland Bhasker Salibian Nasci                                  |                                      | 4:51 |
| 7.    | Kiwi                   | Styles Johnson Rowland Bhasker Salibian Nasci                                  |                                      | 2:56 |
| 8.    | Ever Since New York    | Styles Johnson Rowland Bhasker Salibian Nasci                                  |                                      | 4:13 |
| 9.    | Woman                  | Styles Johnson Rowland Bhasker Salibian Nasci                                  |                                      | 4:38 |
| 10.   | From the Dining Table  | Styles Johnson Rowland Bhasker Salibian Nasci                                  |                                      | 3:31 |
| 40:18 |                        |                                                                                |                                      |      |

Feldolgozások
- Only Angel: feldolgozott dialógus a Törzsvendég filmből

## Közreműködtek

### Zenészek
| - Harry Styles – ének, háttérének, tapsolás (6. szám), gitár (4. szám), omnichord (1., 4. szám) - Steve Aho – hangszerelés (3, 6, 10) - Erik Arvinder – hegedű (3, 6, 10) - Jeffrey Azoff – háttérének (6), tapsolás (6) - Kala Balch – alto vokál (2, 6) - Laurhan Beato – alto vokál (2, 6) - Jeff Bhasker – háttérének (6), tapsolás (6), keys (2, 6, 8), lap steel gitár (2), moog szintetizátor (9), zongora (1, 2, 5) - Edie Lehmann Boddicker – kórusvezető (2, 6), alto (2, 6) - Johnny Britt – tenor vokál (2, 6) - Reid Bruton – bass-baritone vokál (2, 6) - Caroline Buckman – brácsa (3, 6, 10) - Charlean Carmon – soprano vokál (2, 6) - Carmen Carter – soprano vokál (2, 6) - Alvin Chea – bass-baritone vokál (2, 6) - Monique Donnelly – soprano vokál (2, 6) - Allie Feder – soprano vokál (2, 6) - Vanessa Freebairn-Smith – cselló (3, 6, 10) - Jim Gilstrap – bass-baritone vokál (2, 6) - Ira Glansbeek – cselló (3, 6, 10) - Taylor Graves – tenor vokál (2, 6) - Kid Harpoon – háttérének (3, 5), basszusgitár (5), tapsolás (3), gitár (5) - Clydene Jackson – alto vokál (2, 6) | - Tyler Johnson – háttérének (6, 7), tapsolás (6), billentyűk (4), zongora (3) - Keri Larson – soprano vokál (2, 6) - Songa Lee – hegedű (3, 6, 10) - David Loucks – tenor vokál (2, 6) - Jamie McCrary – tenor vokál (2, 6) - Ryan Nasci – basszusgitár (1–4, 6–9), lap steel gitár (3) - Diane Reynolds – soprano vokál (tracks 2, 6) - Mitch Rowland – akusztikus gitár (10), háttérének (3, 6, 7), tapsolás (6), kolomp (6), elektromos gitár (3), gitár (1, 2, 4, 6–9), dobok (1–4, 6–9) - Alex Salibian – akusztikus gitár (3), háttérének (6, 7), tapsolás (3, 6), billentyűk (3, 8, 9), zongora (3, 8, 9) - Aretha Scruggs – alto vokál (2, 6) - Fletcher Sheridan – tenor vokál (2, 6) - Katie Sloan – hegedű (3, 6, 10) - Carmen Twillie – tenor vokál (2, 6) - Ina Veli – hegedű (3, 6, 10) - Julia Waters – soprano vokál (tracks 2, 6) - Oren Waters – tenor vokál (2, 6) - Will Wheaton – bass-baritone vokál (2, 6) - Michael Whitson – brácsa (3, 6, 10) - Baraka Williams – alto vokál (2, 6) - Eyvonne Williams – alto vokál (2, 6) |

### Producerek, utómunka
| - Jeff Bhasker – vezető producer, producer (1–4, 6–10), további produceri munka (5) - Matt Dyson – asszisztens hangmérnök - Chris Gehringer – masterelés - Tyler Johnson – producer (1, 3, 4, 6–10), co-producer (2), további produceri munka (5), programozás (3) | - Kid Harpoon – producer (3, 5), hangmérnök (5) - Ryan Nasci – hangmérnök, keverés (1, 4, 10) - Alex Salibian – producer (1, 3, 4, 6–10), co-producer (2), további produceri munka (5) - Mark Spike Stent – keverés (2, 3, 5–9) |

## Helyezések
| Listák (2017–2021)                            | Legjobb helyezés |
| --------------------------------------------- | ---------------- |
| Argentína (CAPIF Álbumes)                     | 1                |
| Ausztrália (ARIA Top 50 Albums)               | 1                |
| Ausztria (Ö3 Austria Top 40)                  | 2                |
| Belgium (Ultratop Flandria)                   | 1                |
| Belgium (Ultratop Vallónia)                   | 3                |
| Kanada (Billboard Canadian Albums Chart)      | 1                |
| Horvátország (HDU Toplista)                   | 4                |
| Csehország (ČNS IFPI Albums Top 100)          | 1                |
| Dánia (Hitlisten Album Top 40)                | 4                |
| Hollandia (Dutch Charts Album Top 100)        | 1                |
| Finnország (Musiikkituottajat Albumit Top 50) | 3                |
| Franciaország (SNEP Album Top 100)            | 2                |
| Németország (Offizielle Top 100)              | 5                |
| Görögország (IFPI Greece)                     | 1                |
| Magyarország (MAHASZ Top 40 albumlista)       | 6                |
| Írország (IRMA)                               | 1                |
| Olaszország (FIMI Album Top 20)               | 2                |
| Japán (Oricon)                                | 16               |
| Mexikó (AMPROFON)                             | 1                |
| Új-Zéland (Recorded Music NZ Top 40 Albums)   | 2                |
| Norvégia (VG-lista Album Top 40)              | 2                |
| Lengyelország (ZPAV Album Top 50)             | 1                |
| Portugália (AFP Top 30 Albums)                | 1                |
| Szlovákia (ČNS IFPI)                          | 1                |
| Dél-Korea (GAON Top 100 Album)                | 33               |
| Dél-Korea (GAON Top 100 Album nemzetközi)     | 1                |
| Spanyolország (PROMUSICAE Top 100 Álbumes)    | 1                |
| Svédország (Sverigetopplistan Top 60 Albums)  | 3                |
| Svájc (Romandie)                              | 1                |
| Svájc (Schweizer Hitparade Top 100 Albums)    | 3                |
| Egyesült Királyság (Scottish Albums)          | 1                |
| Egyesült Királyság (UK Albums Chart)          | 1                |
| USA Billboard 200                             | 1                |

| Lista (2017)      | Legjobb helyezés |
| ----------------- | ---------------- |
| Argentína (CAPIF) | 4                |

| Slágerlista (2017)             | Legjobb helyezés |
| ------------------------------ | ---------------- |
| Ausztrália (ARIA)              | 11               |
| Ausztria (Ö3 Austria)          | 54               |
| Belgium (Ultratop Flandria)    | 38               |
| Belgium (Ultratop Vallónia)    | 106              |
| Kanada (Billboard)             | 30               |
| Dánia (Hitlisten)              | 65               |
| Hollandia (Dutch Charts)       | 37               |
| Franciaország (SNEP)           | 144              |
| Magyarország (MAHASZ)          | 61               |
| Izland (Tonlist)               | 38               |
| Olaszország (FIMI)             | 35               |
| Mexikó (AMPROFON)              | 6                |
| Új-Zéland (RMNZ)               | 19               |
| Norvégia (IFPI Norge)          | 42               |
| Lengyelország (ZPAV)           | 61               |
| Spanyolország (PROMUSICAE)     | 34               |
| Svédország (Sverigetopplistan) | 46               |
| Svájc (Schweizer Hitparade)    | 79               |
| Egyesült Államok (OCC)         | 22               |
| USA Billboard 200              | 39               |
| Világszerte                    | 9                |

| Slágerlisták (2018)            | Legjobb helyezés |
| ------------------------------ | ---------------- |
| Belgium (Ultratop Flandria)    | 90               |
| Izland (Tonlist)               | 72               |
| Mexikó (AMPROFON)              | 93               |
| Svédország (Sverigetopplistan) | 94               |

| Slágerlisták (2020)            | Legjobb helyezés |
| ------------------------------ | ---------------- |
| Ausztrália (ARIA)              | 54               |
| Belgium (Ultratop Flandria)    | 50               |
| Hollandia (Dutch Charts)       | 77               |
| Magyarország (MAHASZ)          | 100              |
| Izland (Tonlist)               | 46               |
| Írország (IRMA)                | 48               |
| Svédország (Sverigetopplistan) | 69               |
| Egyesült Államok (OCC)         | 89               |

| Slágerlisták (2021)            | Legjobb helyezés |
| ------------------------------ | ---------------- |
| Ausztrália (ARIA)              | 47               |
| Ausztria (Ö3 Austria)          | 64               |
| Belgium (Ultratop Flandria)    | 47               |
| Hollandia (Dutch Charts)       | 44               |
| Magyarország (MAHASZ)          | 94               |
| Olaszország (FIMI)             | 73               |
| Svédország (Sverigetopplistan) | 77               |
| USA Billboard 200              | 137              |

## Eladások és minősítések
| Ország                                                             | Minősítés  | Eladás     |
| ------------------------------------------------------------------ | ---------- | ---------- |
| Ausztrália (ARIA)                                                  | Platina    | 70,000*    |
| Ausztria (IFPI Austria)                                            | Arany      | 7,500^     |
| Belgium (BEA)                                                      | Arany      | 10,000*    |
| Brazília (Pro-Música Brasil)                                       | Platina    | 40,000^    |
| Kanada (Music Canada)                                              | Platina    | 80,000^    |
| Dánia (IFPI Denmark)                                               | Platina    | 20,000^    |
| Franciaország (SNEP)                                               | Arany      | 50,000^    |
| Németország (BVMI)                                                 | Arany      | 100,000^   |
| Olaszország (FIMI)                                                 | Platina    | 50,000*    |
| Mexikó (AMPROFON)                                                  | 2× Platina | 120,000*   |
| Hollandia (NVPI)                                                   | Arany      | 20,000*    |
| Új-Zéland (RMNZ)                                                   | Arany      | 7,500^     |
| Norvégia (IFPI Norway)                                             | Arany      | 10,000*    |
| Lengyelország (ZPAV)                                               | 2× Platina | 40,000*    |
| Portugália (AFP)                                                   | Arany      | 7,500^     |
| Szingapúr (RIAS)                                                   | Arany      | 5,000*     |
| Svédország (GLF)                                                   | Arany      | 15,000*    |
| Svájc (IFPI Switzerland)                                           | Arany      | 10,000*    |
| Egyesült Királyság (BPI)                                           | Platina    | 300,000^   |
| Egyesült Államok (RIAA)                                            | Platina    | 1,000,000^ |
| Összesítések                                                       |            |            |
| Világszerte (2017)                                                 | —          | 1,000,000  |
| *csak igazolt eladások ^ eladások+streaming igazolt számok alapján |            |            |